# Краслава
Краслава (лет. Krāslava, рус. Краслава, блр. Краслаўка) је један од значајних градова у Летонији. Краслава је седиште истоимене општине Краслава.

## Природни услови
Краслава је смештена у крајње југоисточном делу Летоније, у историјској покрајини Латгалији. Граница са Белорусијом налази се свега 5 километара јужно. Од главног града Риге град је удаљен 260 километара југоисточно.
Град Краслава развио се у равничарском подручју, на приближно 110 метара надморске висине. Кроз град протиче река Западна Двина.

## Историја
Први помен Краславе везује се за 13. век. Град је добио градска права 1923. године.

## Становништво
Краслава данас има приближно 11.000 становника и последњих година број становника опада.
Становништво Краславе је сасвим мешовито - чине га Летонци (40%), Руси (25%) и Белоруси (25%). Град има највиши постотак Белоруса од свих већих места у држави, а у околнии се налази неколико претежно белоруских села, па је то средиште белоруске мањине у Летонији.